# Don Bosco Hoboken
Het Technisch Instituut Don Bosco Hoboken is een katholieke school, gelegen in het Belgische Hoboken, die technisch secundair onderwijs (tso) en beroepssecundair onderwijs (bso) aanbiedt.
De school is in Hoboken een van de meest genoemde scholen, mede doordat ze bijna 1300 leerlingen heeft. De vroegste gebouwen dateren van na de Tweede Wereldoorlog toen de school werd gebouwd op een braakliggend stuk akkerland. In 2006 had Don Bosco Vlaanderen 52.000 oud-leerlingen. 
Don Bosco heeft in Hoboken ook een hogeschool voor industrieel ingenieurs, gesticht door de Salesiaan Marcel Lanneer. De school maakt deel uit van de Karel de Grote-Hogeschool en staat bekend als de 'Campus Hoboken'.